# Бастиља (Торино)
Бастиља (итал. Bastiglia) је насеље у Италији у округу Торино, региону Пијемонт.
Према процени из 2011. у насељу је живело 22 становника. Насеље се налази на надморској висини од 498 м.